# ARD1A
N-terminalni acetiltransferazni kompleks ARD1, homolog A je enzim koji je kod čoveka kodiran ARD1A genom.

## Literatura
- Brenner V, Nyakatura G, Rosenthal A, Platzer M (1997). „Genomic organization of two novel genes on human Xq28: compact head to head arrangement of IDH gamma and TRAP delta is conserved in rat and mouse.”. Genomics. 44 (1): 8—14. PMID 9286695. doi:10.1006/geno.1997.4822.
- Hartley JL, Temple GF, Brasch MA (2001). „DNA cloning using in vitro site-specific recombination.”. Genome Res. 10 (11): 1788—95. PMC 310948 . PMID 11076863. doi:10.1101/gr.143000.
- Simpson JC; Wellenreuther R; Poustka A;  . (2001). „Systematic subcellular localization of novel proteins identified by large-scale cDNA sequencing.”. EMBO Rep. 1 (3): 287—92. PMC 1083732 . PMID 11256614. doi:10.1093/embo-reports/kvd058.
- Jeong JW; Bae MK; Ahn MY;  . (2003). „Regulation and destabilization of HIF-1alpha by ARD1-mediated acetylation.”. Cell. 111 (5): 709—20. PMID 12464182. doi:10.1016/S0092-8674(02)01085-1.
- Strausberg RL; Feingold EA; Grouse LH;  . (2003). „Generation and initial analysis of more than 15,000 full-length human and mouse cDNA sequences.”. Proc. Natl. Acad. Sci. U.S.A. 99 (26): 16899—903. PMC 139241 . PMID 12477932. doi:10.1073/pnas.242603899.
- Sugiura N, Adams SM, Corriveau RA (2003). „An evolutionarily conserved N-terminal acetyltransferase complex associated with neuronal development.”. J. Biol. Chem. 278 (41): 40113—20. PMID 12888564. doi:10.1074/jbc.M301218200.
- Gerhard DS; Wagner L; Feingold EA;  . (2004). „The status, quality, and expansion of the NIH full-length cDNA project: the Mammalian Gene Collection (MGC).”. Genome Res. 14 (10B): 2121—7. PMC 528928 . PMID 15489334. doi:10.1101/gr.2596504.
- Wiemann S; Arlt D; Huber W;  . (2004). „From ORFeome to biology: a functional genomics pipeline.”. Genome Res. 14 (10B): 2136—44. PMC 528930 . PMID 15489336. doi:10.1101/gr.2576704.
- Arnesen T; Anderson D; Baldersheim C;  . (2005). „Identification and characterization of the human ARD1-NATH protein acetyltransferase complex.”. Biochem. J. 386 (Pt 3): 433—43. PMC 1134861 . PMID 15496142. doi:10.1042/BJ20041071.
- Asaumi M; Iijima K; Sumioka A;  . (2005). „Interaction of N-terminal acetyltransferase with the cytoplasmic domain of beta-amyloid precursor protein and its effect on A beta secretion.”. J. Biochem. 137 (2): 147—55. PMID 15749829. doi:10.1093/jb/mvi014.
- Fisher TS; Etages SD; Hayes L;  . (2005). „Analysis of ARD1 function in hypoxia response using retroviral RNA interference.”. J. Biol. Chem. 280 (18): 17749—57. PMID 15755738. doi:10.1074/jbc.M412055200.
- Bilton R; Mazure N; Trottier E;  . (2005). „Arrest-defective-1 protein, an acetyltransferase, does not alter stability of hypoxia-inducible factor (HIF)-1alpha and is not induced by hypoxia or HIF.”. J. Biol. Chem. 280 (35): 31132—40. PMID 15994306. doi:10.1074/jbc.M504482200.
- Rual JF; Venkatesan K; Hao T;  . (2005). „Towards a proteome-scale map of the human protein-protein interaction network.”. Nature. 437 (7062): 1173—8. PMID 16189514. doi:10.1038/nature04209.
- Arnesen T; Gromyko D; Horvli O;  . (2006). „Expression of N-acetyl transferase human and human Arrest defective 1 proteins in thyroid neoplasms.”. Thyroid. 15 (10): 1131—6. PMID 16279846. doi:10.1089/thy.2005.15.1131.
- Arnesen T; Kong X; Evjenth R;  . (2006). „Interaction between HIF-1 alpha (ODD) and hARD1 does not induce acetylation and destabilization of HIF-1 alpha.”. FEBS Lett. 579 (28): 6428—32. PMID 16288748. doi:10.1016/j.febslet.2005.10.036.
- Kim SH; Park JA; Kim JH;  . (2006). „Characterization of ARD1 variants in mammalian cells.”. Biochem. Biophys. Res. Commun. 340 (2): 422—7. PMID 16376303. doi:10.1016/j.bbrc.2005.12.018.
- Mehrle A; Rosenfelder H; Schupp I;  . (2006). „The LIFEdb database in 2006.”. Nucleic Acids Res. 34 (Database issue): D415—8. PMC 1347501 . PMID 16381901. doi:10.1093/nar/gkj139.
- Arnesen T; Gromyko D; Pendino F;  . (2006). „Induction of apoptosis in human cells by RNAi-mediated knockdown of hARD1 and NATH, components of the protein N-alpha-acetyltransferase complex.”. Oncogene. 25 (31): 4350—60. PMID 16518407. doi:10.1038/sj.onc.1209469.
- Beausoleil SA; Villén J; Gerber SA;  . (2006). „A probability-based approach for high-throughput protein phosphorylation analysis and site localization.”. Nat. Biotechnol. 24 (10): 1285—92. PMID 16964243. doi:10.1038/nbt1240.
- Nicholas C. Price; Lewis Stevens (1999). Fundamentals of Enzymology: The Cell and Molecular Biology of Catalytic Proteins (Third изд.). USA: Oxford University Press. ISBN 019850229X.
- Eric J. Toone (2006). Advances in Enzymology and Related Areas of Molecular Biology, Protein Evolution (Volume 75 изд.). Wiley-Interscience. ISBN 0471205036.
- Branden C; Tooze J. Introduction to Protein Structure. New York, NY: Garland Publishing. ISBN 0-8153-2305-0.
- Irwin H. Segel. Enzyme Kinetics: Behavior and Analysis of Rapid Equilibrium and Steady-State Enzyme Systems (Book 44 изд.). Wiley Classics Library. ISBN 0471303097.